# 区 (行政区画)
区（く）は、行政区画の一種。特に、都市を細分する行政区画を区と呼ぶ。
日本国外の大都市を構成する行政区画は、現地語での表現に拘（こだわ）らず「区」と訳されることが多い。「区」と同様、現地語の表現はしばしば、都市の区にかぎらずさまざまな種類の区画を意味する語であることも多い。日本での相当する制度に倣って特別区・行政区・また自治区などとも訳される。
英語では「ward」あるいは「borough」 などと呼ばれる。

## 日本の区

### 現行
現行の行政区画としての区は、地方自治法下では、都（理論上は東京都に限らない）の区である特別区（第281条）と、政令指定都市に置かれる区（第252条の20）とがある。政令指定都市の区は行政区とも呼ばれる。
特別区は、市町村とほぼ同等の機能を持つ地方自治体（特別地方公共団体）である。一方、政令指定都市の区（行政区）は市の下部機関にすぎない。
日本の都市の区は特別区・行政区とも「ward」と英訳することが多いが、特別区は市と同等であることを反映し「city」と訳すこともある。
上記の、特別区および政令指定都市の区（行政区）を含め、「○○区」と称される区画名については、以下のものが挙げられうる。
- 特別地方公共団体
  - 特別区（東京都の23区のみ存在する）
    - 大都市地域における特別区の設置に関する法律の施行により他の府県にも設置する事が認められた。

  - 合併特例区
  - 財産区
- その他
  - 市町村(指定都市を含む)に設置される地域自治区。新潟県上越市で初めて導入された。
  - 冠称として用いられる町名の一部（兵庫県姫路市の区。『姫路市#姫路市の「区」』を参照）。
  - 行政区
    - 指定都市に設置される区。「政令指定都市」を参照。
    - 一の市区町村を任意の区画で分割して設置される実務上の行政区画で、必ずしも大字、字、町、丁目単位とは限らない。「○○区」「○○自治区」「○○自治会」「○○町会」などと称する。また長は「区長」「会長」などと称し、市区町村によっては特別職非常勤地方公務員として「地区連絡員」などの名目で任命され、連絡事務や広報配布などを担当する。特に沖縄県では独自の財源や財産を持ち強固な存在であることが特徴的である。

  - 総合区
    - 同じく指定都市に設置される。
    - 2016年5月に施行された地方自治法の改正により、導入されたもので行政区より権限が大きく、区長の任命に市議会の同意が必要などその制度は行政区と異なる。(地方自治法第252条の20の2)

### 過去の日本の行政区画
歴史的には、1878年の郡区町村編制法で都市部に郡から分離された区が置かれた。東京・京都・大阪の三市にはそれぞれ複数の区が、そのほかの大都市にはそれぞれ1つの区がおかれた。1889年からの市制下では、三市の区は市の下の地方自治体となり、そのほかの区はそのまま市となった。その後、名古屋市（1908年～）、横浜市（1927年～）、神戸市（1931年～）に自治権のない行政区画としての区が設置された。
尚、現在の区と繋がりが薄いものも含め、以下のような区があった。
- 1871年から1872年まで全国に設けられた行政区画。「大区小区制」を参照。
- 1878年から1889年まで都市部に設けられた行政区画。「郡区町村編制法」を参照。
- 1889年から1947年まで勅令で指定された東京市、京都市、大阪市に設けられた行政区画。前項の区を引き継ぎ、各市（1943年7月1日以降、東京市は東京都）の下位の地方自治体とされ、法人格を有した（市制第6条の市の区）。
- 大都市の特例として内務省令で指定された名古屋市（1908年以降）、横浜市（1927年以降）、神戸市（1931年以降）に置かれた行政区画。前項の3市の場合とは異なり、自治体ではなく単なる行政区画であった（市制第82条第3項の市の区）。
ただし、神戸市は1896年に冠称として用いられる町名の一部である「区」が設置されてはいた。
- 「沖縄県区制」に基づき1896年から1921年まで沖縄県の那覇と首里に設けられた行政区画（那覇区、首里区）。ともに1921年に市制が施行され那覇市、首里市となった。
- 「北海道区制」に基づき1899年から1922年まで北海道の都市部に設けられた行政区画。札幌区、小樽区、函館区（1899年設置）、旭川区（1914年設置）、室蘭区（1918年設置）、釧路区（1920年設置）があった。いずれも1922年に市制が施行され一般市に移行した。
なお、札幌区と函館区は「郡区町村編制法」に基づく区より移行。
- 1889年から1947年まで町村制第64条の規定に基づき町村の下に設置されていた区分。町村の条例に基づいて設置され、区を選挙区とする選挙により選ばれた区長が置かれた。

## 各国の区

### アメリカ合衆国
アメリカ合衆国の市や町には、区 (ward) が置かれていることがある。ただし、行政区画というよりは、選挙区としての役割が強いことが多い。
ニューヨーク市には、5つの区 (borough) が置かれている。

### イギリス
イングランドの都市の区は、borough（バラ）と呼ばれる。boroughは伝統的に自由都市を意味する語なので、区別のためにはmetropolitan boroughという。
都市州、つまりマンチェスター、マージーサイド、サウス・ヨークシャー、タインアンドウィア、ウェストミッドランズ、ウェスト・ヨークシャーの6都市には、区が置かれている。これらはLocal Government Act 1972により1974年から設置された。
ロンドン（グレーターロンドン）にも33の区 (borough) が置かれている。これらは London Government Act 1963 により1965年に設置された。またこれらに先立ち、London Government Act 1899 により1900年に County of London に区が置かれていた（1965年まで）。ロンドンの区は、旧制度・新制度とも、都市州の区とは別の法律に基づく別の制度である。

### インド
ムンバイなどに区 (ward) が置かれている。
デリーには9つの区 (district) が置かれている。ニューデリーはその1つである。

### 中華人民共和国・中華民国
中華人民共和国・中華民国（台湾）に置かれている区（繁体字 區、く、ピンイン qū チュイ）には、次のようなものがある。
- 市轄区
  - 中華人民共和国において直轄市と地級市にある県級行政区。
  - 中華民国において直轄市と市の下にあり、郷級行政区に相当する。
- 県轄区。中華人民共和国での県と郷・鎮の間の行政区分。
- 民族自治区。中華人民共和国で少数民族地域に置かれた省級行政区。

このうち市轄区が、都市部に置かれており、日本での区のイメージに近い。
中華人民共和国では、大都市は広域の行政区画である直轄市（主要4都市）や地級市に再編され、それらの中心部に市轄区が置かれている。なお周辺部では、中小都市域には県級市、農村部には県が置かれている。
中華民国でも、直轄市や市に市轄区が置かれている。

### 大韓民国・朝鮮民主主義人民共和国
- 구[區]（ク/グ）大韓民国・朝鮮民主主義人民共和国における大都市の行政区画。
- 大韓民国にはソウル特別市・各広域市に置かれる地方自治団体である自治区と、人口50万以上の大都市に置くことができる地方自治団体でない一般区がある。

- 朝鮮民主主義人民共和国の場合、上記大韓民国の事例の場合は、「区域（구역/區域）」がおかれ、「區」は、道の直轄地として置かれる。この他に「地区」も道の直轄地として置かれる。
  - 区の例:咸鏡南道水洞区（2020年9月以降は水洞郡に変更）
  - 地区の例:平安南道得将地区

### ドイツ
都市州であるベルリンとハンブルクには、行政上の区（独: Bezirk）が置かれている。

### フィリピン
最小規模の地方自治体であるバランガイをさらに区分した単位のひとつ、プロック。

### フランス
フランスの都市の区は、arrondissement（複数形 arrondissements） と呼ばれる。arrondissement は郡をも意味するので、区別のためには arrondissement municipal （複数形 arrondissements municipaux）という。
パリ、リヨン、マルセイユの3都市に区が置かれている。パリは20の区に分かれ、各区はそれぞれ4つの地区 (quartier) に分かれる。

### ブルガリア
ブルガリアのソフィア自治体ならびに2つの大都市プロヴディフ、ヴァルナには区（ラヨン）が置かれている。

### ベトナム
ベトナムのQuận（郡）は、中央直轄市に設けられる行政区画。日本語では「区」と訳されることが多い。

### ロシア
サンクトペテルブルク、ボルゴグラートなどいくつかの大都市には区 (район、ラヨン) が置かれている。
モスクワには10の区 (округа, административные округа, АО) が置かれている。区はさらにラヨンに分かれる。
ラヨンは、ソビエト連邦時代に制度化された行政区画で、旧ソ連の複数国で現存し、また市以外に州などの下にも存在する。その場合は地区と訳される。